# Neris
Vilia (in lituano e in bielorusso Вя́льля, Vialla, o Ві́лія; in polacco Wilia, Neris in Lithuania) è un fiume che nasce in Bielorussia, che scorre per Vilnius (Lituania) e diventa affluente del fiume Nemunas a Kaunas (in Lituania). È lungo 510 km.

## Descrizione
Il Neris connette due antiche capitali lituane, Kernavė e Vilnius. Lungo le sue rive si trovano cimiteri per i lituani pagani. A 25 km da Vilnius ci sono tumuli di Karamzynai. Nella zona sono presenti molte pietre mitologiche e querce sacre.

## Origine del nome
L'etimologia del nome richiama termini che hanno un nesso con l'acqua, fra cui ricordiamo il fiume Narasa, il lago Narutis, il Nara (vicino a Mosca) e altri diffusi nelle aree baltiche in epoca sia preistorica sia moderna. Sono correlati alle parole lituane narus, "profondo", e nerti, "immergersi". I più remoti collegamenti sono ignoti, sebbene la radice si crede sia indo-europea.